# Simona Hösl
Simona Hösl (Berchtesgaden, 11 giugno 1992) è un'ex sciatrice alpina tedesca.

## Biografia
Specialista polivalente nata a Berchtesgaden e attiva in gare FIS dal dicembre del 2007, la Hösl ha partecipato per la prima volta a una gara di Coppa Europa il 26 gennaio 2009 sulle nevi di casa di Lenggries, senza concludere lo slalom speciale in programma. Ha ottenuto il primo podio nel circuito continentale in occasione dello slalom speciale dell'11 dicembre 2010, disputato a Gressoney-La-Trinité, che ha chiuso al 3º posto. Il 29 dicembre successivo ha debuttato, ancora in slalom speciale, anche in Coppa del Mondo, a Semmering, senza riuscire a concludere la prima manche.
L'11 marzo 2011 ha conquistato a La Molina in slalom gigante la sua prima vittoria in Coppa Europa e il 16 dicembre 2012 a Courchevel nella medesima specialità il suo miglior piazzamento in Coppa del Mondo (20ª). Il 23 novembre 2013 ha ottenuto a Levi in slalom gigante la sua seconda e ultima vittoria, nonché ultimo podio, in Coppa Europa.
Si è ritirata al termine della stagione 2015-2016; la sua ultima gara in Coppa del Mondo è stato lo slalom gigante disputato a Jasná il 7 marzo, senza concludere la prova, mentre l'ultima gara della carriera della Hösl è stato lo slalom gigante dei Campionati tedeschi 2016 svoltosi il 1º aprile a Todtnau. In carriera non ha preso parte né a rassegne olimpiche né iridate.

## Palmarès

### Coppa del Mondo
- Miglior piazzamento in classifica generale: 99ª nel 2013

### Coppa Europa
- Miglior piazzamento in classifica generale: 4ª nel 2011 e nel 2012
- 12 podi (9 in slalom gigante, 3 in slalom speciale):
  - 2 vittorie
  - 5 secondi posti
  - 5 terzi posti

#### Coppa Europa - vittorie
| Data             | Località  | Paese     | Specialità |
| ---------------- | --------- | --------- | ---------- |
| 11 marzo 2011    | La Molina | Spagna    | GS         |
| 23 novembre 2013 | Levi      | Finlandia | GS         |

Legenda:

GS = slalom gigante

### Campionati tedeschi
- 7 medaglie[1]:
  - 2 ori (slalom gigante nel 2012; combinata nel 2015)
  - 3 argenti (slalom gigante nel 2011; slalom speciale nel 2013; supergigante nel 2015)
  - 2 bronzi (supergigante nel 2012; slalom gigante nel 2013)

### Campionati tedeschi juniores
- 1 medaglia:
  -  1 oro (slalom gigante nel 2010)[senza fonte]